# گاددده
گاددده (به سوئدی: Gäddede) یک منطقهٔ مسکونی در سوئد است که در بخش استرومسوند واقع شده‌است. گاددده ۱٫۳۶ کیلومتر مربع مساحت و ۴۰۱ نفر جمعیت دارد.